# 이상한 나라의 수학자
《이상한 나라의 수학자》는 2022년 3월 9에 개봉한 대한민국의 영화이다.

## 줄거리
수학 천재 이학성(최민식)은 학문적 자유를 찾아 북한을 탈출한다. 자신의 신원과 과거를 숨기기 위해 그는 상위 1%의 영재들만 입학할 수 있는 명문 사립 고등학교에서 경비원으로 일한다.
차갑고 엄격한 태도로 학성은 교내에서 가장 기피 대상이 된다. 하지만 수학을 포기한 고등학생 한지우(김동휘)를 만나면서 그의 삶은 예상치 못한 전환점을 맞는다. 학성의 진짜 정체를 알게 된 지우는 그에게 끈질기게 과외를 부탁한다.
학성이 지우에게 정답을 찾는 법뿐만 아니라 문제 해결 과정을 헤쳐나가는 법을 가르치면서, 둘의 삶은 예상치 못한 변화를 겪는다.

## 캐스팅
- 최민식: 이학성 역
- 김동휘: 한지우 역
- 박병은: 김근호 역
- 박해준: 안기철 역
- 조윤서: 박보람 역
- 탕준상: 이태연 역
- 김원해
- 주진모
- 강말금: 한지우의 어머니 역
- 김희정
- 류지훈 : 국정원 요원1 역
- 최재훈 : 국정원 조사관 역

## 수상 목록
- 2022년 제29회 춘사영화제 신인남우상 (김동휘)
- 2022년 제42회 한국영화평론가협회상 영평 10선
- 2022년 제43회 청룡영화상 신인남우상 (김동휘)
- 2022년 제58회 대종상 영화제 여자부문 뉴웨이브상 (조윤서)

## 같이 보기
- 파인딩 포레스터